# Provinciale weg 860
De provinciale weg 860 (N860) is een provinciale weg in de Nederlandse provincie Groningen. De weg verbindt Haren met de N386 bij Foxhol.
De weg is uitgevoerd als tweestrooks-gebiedsontsluitingsweg met buiten de bebouwde kom een maximumsnelheid van 80 km/h. In de gemeente Groningen heet de weg Doctor E.H. Ebelsweg, in de gemeente Midden-Groningen heet de weg Rijksweg West.

## Geschiedenis
Oorspronkelijk was het gedeelte van de huidige N860 tussen Waterhuizen en Foxhol een rijksweg. Vanaf het Rijkswegenplan 1932 was de weg onderdeel van rijksweg 42, welke Groningen verbond met de Duitse grens bij Nieuweschans. Tot en met het rijkswegenplan van 1968 zou het nummer voor deze weg behouden blijven.
Inmiddels was echter besloten om de rijksweg tussen Groningen en Sappemeer een nieuw tracé te geven. In 1972 werd de eerste fase van dit tracé (de toekomstige A7), met één rijstrook per rijrichting geopend. Dit betekende dat de weg haar functie voor bovenregionaal verkeer verloor. De weg werd een planvervangende weg, welke tot 1992 toevalligerwijs genummerd was als rijksweg 860, welke van Groningen naar Hoogezand verliep.
Daar de weg geen doorgaande bovenregionale functie had werd de weg in het kader van de Wet herverdeling wegenbeheer per 1 januari 1993 tussen Waterhuizen en Foxhol overgedragen aan de provincie Groningen. Het overige gedeelte werd overgedragen aan de gemeente Groningen.
N34 · N46 · N351 · N353 · N354 · N355 · N356 · N357 · N358 · N359 · N360 · N361 · N362 · N363 · N364 · N365 · N366 · N367 · N368 · N369 · N370 · N371 · N372 · N373 · N374 · N375 · N376 · N377 · N378 · N379 · N380 · N381 · N382 · N383 · N384 · N385 · N386 · N387 · N388 · N390 · N391 · N392 · N393 · N398

N851 · N852 · N853 · N854 · N855 · N856 · N857 · N858 · N860 · N861 · N862 · N863 · N865 · N910 · N913 · N917 · N918 · N919 · N924 · N927 · N928 · N962 · N963 · N964 · N966 · N967 · N969 · N972 · N973 · N974 · N975 · N976 · N977 · N978 · N979 · N980 · N981 · N982 · N983 · N984 · N985 · N986 · N987 · N988 · N989 · N990 · N991 · N992 · N993 · N994 · N995 · N996 · N997 · N998 · N999

Cursief vermelde wegen zijn voormalige provinciale wegen.